# Beaufort (Irlande)
Pour les articles homonymes, voir Beaufort.
Beaufort (en irlandais : Lios an Phúca) est un petit village situé sur les rives de la rivière Laune dans le comté de Kerry, au sud-ouest de la république d’Irlande. Il se compose d'un bureau de poste, de trois Pub, d'un supermarché, d'une salle paroissiale, de maisons d'hôtes et de trente maisons privées. Au recensement de 2016, la population était de 251 habitants. Beaufort se trouve au pied de Carrauntuohil, la plus haute montagne d'Irlande.
Beaufort est jumelé avec Beaufort en Caroline du Nord aux États-Unis.

## Histoire
Edward Day, archidiacre d'Ardfert à partir de 1782, vécut à Beaufort jusqu'à sa mort en 1808. Sa succession passa plus tard à son neveu, le révérend John Robert Fitzgerald-Day, qui vécut au village des années 1840 jusqu'à sa mort en 1881.
En 1911, la Kalem Company, une société américaine de cinéma, passe plusieurs semaines dans le village pour tourner des films. Parmi les membres de la compagnie, il y a le réalisateur Sidney Olcott, les actrices Gene Gauntier, Alice Hollister et les acteurs Jack J. Clark, Robert Vignola, J. P. McGowan, le directeur de la photographie George K. Hollister. Le premier film tourné à Beaufort est Rory O'More. Il est suivi par La Colleen Bawn et Un patriote irlandais (Arrah-na-Pogue), adaptés des pièces de Dion Boucicault.
Sydney Olcott revient à Beaufort chaque été jusqu'en 1914. Il loue alors l'hôtel de Patrick O'Sullivan qui possède également un pub, qui existe encore aujourd'hui : Le Beaufort Bar.

## Sites historiques

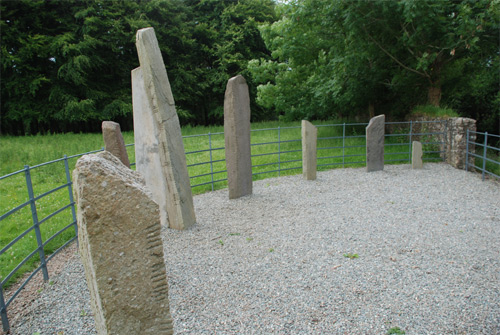
Les Dunloe Ogham Stones

Plus de 100 sites historiques ont été identifiés et cartographiés dans la région, notamment les Dunloe Ogham Stones (en), deux ruines de château et le château de Dunloe, construit en 1207. Les ruines de deux anciennes églises se dressent encore aujourd'hui dans la paroisse. L'un, situé à Kilgobnet dans le O'Sheas Land et associé à St. Gobnait (en), l'autre dans le cimetière de Churchtown, vieux de plus de cinq siècles. Le Ballymalis Castle (en), situé à 4 km au nord-ouest de Beaufort, est quant à lui un monument national.